# 意法半導體
意法半導體是一家國際性的半導體整合元件製造廠，總部位於瑞士日內瓦。

## 歷史
意法半導體集團在1987年由義大利的Società Generale Semiconduttori (SGS) Microelettronica與法國湯姆森（Thomson）公司的半導體分部Thomson Semiconducteurs兩家半導體公司合併而成，該公司自1998年5月湯姆遜撤股後由SGS-THOMSON更名為意法半導體（STMicroelectronics）。
SGS Microelettronica與Thomson Semiconducteurs均是創立已久的半導體公司：
- SGS Microelettronica從前名為SGS-ATES（Aquila Tubi E Semiconduttori），透過Aziende Tecnica ed Elettronica del Sud（於1963年創立）與Società Generale Semiconduttori（於1957年由Adriano Olivetti創立）於1972年的合併組成。
- Thomson Semiconducteurs透過以下公司的合併於1982年組成：
  - 法國電子公司湯姆森（Thomson）的半導體機構
  - 由某些德州儀器的創辦人於1969年創立的美國公司Mostek
  - Sile，於1977年創立
  - Eurotechnique於1979年在法國隆河口省Rousset創立，是法國公司聖戈班與美國公司美國國家半導體的合資公司
  - EFCIS，於1977年創立
  - SESCOSEM，於1969年創立

以SGS-THOMSON與意法半導體運作期間該公司曾透過獲得以下公司來參與鞏固半導體產業：
- 1989年自其母公司Thorn EMI手中收購因transputer微處理器而知名的英國公司Inmos
- 1994年收購加拿大北電網絡的半導體機構
- 2002年取得阿爾卡特的微電子部門並連同合併如英國Synad科技有限公司等小型企業，有助於意法半導體拓展無線網絡市場

2007年5月22日，ST和英特爾合資成立Numonyx，此新公司合併了ST與英特爾各自的快閃記憶體部門。
2008年4月10日，ST和恩智浦半導體宣布，成立一個新的合資公司ST-NXP Wireless，整合ST與NXP各自的行動通訊部門。此合資公司，ST擁有80%股權，NXP擁有20%股權，於2008年8月20日正式成立。
2009年2月10日，ST-NXP Wireless與愛立信手機平台（Ericsson Mobile Platforms）整合，成立ST Ericsson，ST與Ericsson各持有一半股份。
2011年，意法半導體宣布與Sant'Anna School of Advanced Studies（聖安娜高級研究學院）建立聯合實驗室。該實驗室將專注於生物機器人、智能係統和微電子領域的研究和創新。過去與聖安娜高級研究學院的合作包括 DustBot，這是一個集成自導航“服務機器人”以進行廢物收集的平台。
2018年，由尚-馬克·謝里（Jean-Marc Chery）接任執行長。
2023年，意法半導體與新思科技 (Synopsys) 合作，使用微軟公司的雲端技術，設計了一個可運行的晶片，這是首次使用 AI 軟體設計晶片。
2024年，意法半導體成為 Quintauris 的第六位股東，這是一家致力於將 RISC-V 生態系統標準化的合資公司。

## 股東與收入
在SGS與Thomson Semiconducteurs的合併後其股份結餘由法國與意大利的股東保持。1994年12月8日該公司完成首次公開招股，自此其股份便在紐約證券交易所與巴黎泛歐股票交易所上交易，1998年6月起亦於米蘭意大利證券交易所上市。
2005年其股份結餘由股東的STMicroelectronics N.V.持有，其中：
- 72.4%為公開
- 27.6%分別兩部份，意大利股東（Finmeccanica與Cassa Depositi e Prestiti各持40%與60%）與法國股東（法國公司阿海琺）各持半數

其控股公司STMicroelectronics N.V.在荷蘭阿姆斯特丹註册，但公司總部、歐洲總部以及新興市場總部均位於瑞士日內瓦。美國總部位德州卡羅頓，亞太總部位於新加坡，日本業務總部位於東京。另外最近亦拓展到“大中華地區”，包括香港、中國與台灣，總部位於上海。
| 年份   | 淨收入（百萬美元） | 淨利（百萬美元） |
| ------ | ------------------ | ---------------- |
| 2006年 | 9,854              | 782              |
| 2005年 | 8,876              | 266              |
| 2004年 | 8,756              | 601              |
| 2003年 | 7,234              | 253              |
| 2002年 | 6,270              | 429              |
| 2001年 | 6,356              | 257              |
| 2000年 | 7,813              | 1,452            |
| 1999年 | 5,056              | 547              |
| 1998年 | 4,247              | 411              |
| 1997年 | 4,019              | 406              |
| 1996年 | 4,122              | 625              |
| 1995年 | 3,554              | 526              |
| 1994年 | 2,645              | 362              |
| 1993年 | 2,037              | 160              |
| 1992年 | 1,568              | 3                |
| 1991年 | 1,374              | （102）          |

## 對手
1987年在透過而合并創立後SGS-Thomson以8億5000萬美元銷售額名列於20大半導體供應商中第14名，2005年意法半導體名列5，位於英特爾、三星電子、德州儀器與東芝之後，但領先於英飛淩、瑞薩電子、日本電氣、恩智浦半導體與飛思卡爾。意法是歐洲最大的半導體供應商，領先於英飛淩與恩智浦半導體。

## 產品
該公司製造多個種類的產品，包括：
- CMOS影像感測器（CMOS Image Sensor）
- 數位消費者專用標準產品（ASSP）如MPEG-2/MPEG-4編碼器/解碼器
- 無線專用積體電路
- 電腦週邊專用積體電路（如硬盤與印表機）
- 汽車專用標準產品
- 非揮發性記憶體包括NOR與NAND快閃記憶體
- 智慧卡
- 類比與功率積體電路（IC）
- 單片機
- 分離式半導體產品
- 電子護照

2001年起意法半導體涉足於開發微機電系統，最初的硏究與開發於意法半導體在Castelletto的工廠中完成，但後來於2006年6月關閉，微機電系統活動遷移到位於Agrate的主要加工廠。
意法半導體很大程度上置身於行情不穩定的DRAM與個人電腦微處理器市場外，除了曾於1994年與美國公司Cyrix合作開展英特爾x486兼容微處理器，並於1995年以英特爾奔騰家族為對手生產的Cyrix M1微處理器的失敗嘗試外。
該公司擁有約1500個客戶，當中最重要的為：
- 汽車設備供應商博世、戴姆勒-克萊斯勒、偉世通與西門子
- 手提電話供應商諾基亞與摩托羅拉
- 印表機供應商惠普
- 電信基礎設施供應商阿爾卡特與北電網絡
- 硬盤供應商希捷公司與威騰電子
- 消費電子產品供應商任天堂、飛利浦、索尼與湯姆遜
- 工業設備供應商西門子
- 電子元件經銷商艾睿電子
- 滑鼠及攝像鏡頭機供應商羅技

## 公司結構
該公司的組織圍繞著四個部門：
- 銷售部（分成五個區域：歐洲、美國、亞太區、日本、中國與新興市場），現時在36個國家擁有78個營業部
- 製造工廠
- 全體硏究與開發部
- 產品團隊

## 產品團隊與硏究與開發部門
意法半導體由五個產品團隊組成，每個團隊由數個部門或業務單位組成，每個部門均負責設計、工業化、生產（使用意法半導體的製造工廠）與銷售自己的產品，業務透過中央硏發組織與地區的營業部支援。
產品部分為：
- 家用個人通訊團隊：消費、多媒體、無線及有線產品
- 記憶體產品團隊：獨立記憶晶片（EEPROM、快閃記憶體（NAND與NOR）、串行快閃記憶體與智慧卡）
- 汽車產品團隊：關聯汽車產業的晶片（車身、傳動系、安全設備等）
- 微型、功率與類比團隊：類比與功率積體電路及單片機
- 電腦週邊團隊：電腦週邊用晶片（硬盤控制器、印表機等）
- 前端技術與生產：硏究與開發，該公司總體上擁有16個硏究與開發單位及39個設計與應用中心

## 製造工廠
與所謂的無廠半導體公司不同，意法半導體擁有並營運自己的半導體晶圓廠。2006年該公司擁有5座8寸晶圓加工廠與一座12寸晶圓加工廠，大部份製品以0.18 µm、0.13 µm、90nm與65nm切割（以閘電晶體長度量度），意法半導體同時擁有進行矽裸晶組裝與結合塑膠或陶瓷封裝的後端工廠。

## 供應商
合晶科技：共有六家工廠, ST 主要由其楊梅廠及龍潭廠供六吋及八吋矽晶圓產品片

## 主要地點
主要地點，按重要性排序：

### 法國格勒諾布爾
法國格勒諾布爾是該公司最重要的硏發中心，雇用約6,000名員工：
- Polygone雇有2,200名員工，是該公司的歷史最久據點之一（不包括湯姆遜），所有過去的晶圓加工生產線均已關閉，但該地點是許多部門的總部（銷售、設計與工業化）以及一個集中開發矽、軟體設計與加工製程的重要硏發中心的所在地。
- Crolles擁有8寸及12寸加工廠，是作為1990年代SGS-Thomson與CNET（法國電信的硏究中心，亦即Orange）的合作關係Grenoble 92所共同興建的深亞微米硏發中心。

SGS-Thomson與飛利浦在1991年合作發開發新的生產技術，並導致該公司建設首個8寸加工廠Crolles 1，於1993年[9月9日由法國工業部長傑勒德·朗歸特主持開幕儀式。
2002年由意法半導體、台積電、恩智浦半導體（原來的飛利浦半導體）與飛思卡爾（原來的摩托羅拉半導體）組成的「Crolles 2聯盟」將在Crolles建構另一個共同的硏發中心，集中開發使用12寸晶圓的90nm至32nm新納米級切割技術製程。全球性半導體代工廠台灣台積電將在台灣使用新技術的生產設備。法國總統傑克·席哈克曾於2003年2月27日主持12寸加工廠的開幕儀式。

### 意大利米蘭
意大利米蘭工廠雇用6,000名員工，米蘭設施的重要性與格勒諾布爾相同：
- Agrate，雇有約4,000名員工，是該公司在格勒諾布爾另一個歷史性據點（不包括SGS），該地點擁有數間加工生產線與一個硏發中心，許多地區總部設於Agrate
- Castelletto，雇有300到400名員工以及擁有一些部門與硏發中心

### 意大利西西里島卡塔尼亞
意大利西西里島卡塔尼亞工廠於1961年由ATES開設，在美國公司RCA的授權協議下開展半導體活動（初時為鍺），雇有5,000名員工，這地點擁有2座主要的晶圓加工廠：
- 一座8寸加工廠，於1997年4月由意大利理事會主席羅馬諾·普羅迪舉行落成儀式，是該公司在Crolles-1與鳳凰城之後的第三座8寸加工廠
- 一座12寸加工廠正在建設中

這地點亦擁有數個硏發中心與部門，專於快閃記憶體技術

### 法國Rousset
雇有約3,000名員工，於1979年由法國公司聖戈班與美國公司美國國家半導體的合資公司Eurotechnique建設的4寸加工廠，Rousset的工廠在1981至82年法國政府將數個產業國有化後在1982年賣給Thomson-CSF，當時位於艾克斯市市中心（最初於1960年代創立）的舊湯姆遜工廠被關閉，而人員成功轉移到新的Rousset工廠。
1988年數個Thomson Rousset工廠的員工（包括廠長Marc Lassus）創立一家新公司，當時名為Gemplus，現名為Gemalto，是智慧卡產業的領導者。該公司透過其首張法國電信晶片卡的重要業務來起家。
該過去的4寸加工廠相繼轉換為5寸以及後來的6寸加工廠（在1996年完成），現處被關閉的過程。Rousset亦是意法半導體第四個8寸加工廠（在Crolles-1、鳳凰城與卡塔尼亞之後），於2000年5月15日由法國總理利昂內爾·若斯潘舉行開幕儀式
該地點擁有包括智慧卡、單片機、串行快閃記憶體與EEPROM等數個部門的總部以及數個硏發中心。

### 印度大諾依達地區，鄰近德里與班加羅爾
印度大諾依達地區，鄰近德里與班加羅爾地區共有1500加100名雇員。
由於印度的某些軟體設計的活躍而於1992年在諾依達開展業務，後來一個雇有120人的矽設計中心於1995年2月14日開幕，是該公司在歐洲外的大型設計中心。2006年該地點雇有約1,500名員工以及遷移到數千里之外的大諾依達地區，並計劃在2007年將諾依達中心的人數增至1,700人，該地點主要為設計團隊。
位於班加羅爾的地點更為近期並雇有總計約100名員工。

### 亞利桑那州鳳凰城
亞利桑那州鳳凰城地區在1980年代早期SGS首次在美國上出現時是一個位於鳳凰城的銷售辦公室，後來在SGS-Thomson的領導下於1995年在鳳凰城建設了一個8寸加工廠，是該公司自Crolles 1後的第二座8寸加工廠，該地點原打算為Cyrix生產微處理器，現用來為公司生產機器。

### 法國圖爾
法國圖爾廠房有1500名雇員，該地點擁有一個加工廠與硏發中心

### 德州卡羅頓
德州卡羅頓廠房卡羅頓廠房於1969年由德州儀器的前雇員所創立的美國公司Mostek建立，Mostek後來被聯合技術收購，依次在1985年被Thomson Semiconducteurs收購。原為4寸加工廠，1988年改為6寸。英國公司INMOS被SGS Thomson收購後位於科羅拉多泉的機構被遷移到卡羅頓，自此該地點重新集中到晶圓測試上。

### 其他地點
- 馬耳他

1981年SGS-Thomson（現時的意法半導體）於馬耳他興建其首個裝配廠，至2007年為止意法半導體是該島的主要雇主
- 馬來西亞麻坡：約1,000名雇員

於1974年湯姆遜建立，現為重要的裝配廠
- 摩洛哥達爾貝達

擁有兩家裝配廠（Bouskoura與Aïn Sebaâ）及約4,000名雇員，於60年代由湯姆遜建立，意法半導體是摩洛哥首個輸出品納稅者
- 摩洛哥拉巴特

擁有設計中心及約160人
- 中國廣東省深圳

1994年10月27日，意法半導體與深圳市賽格集團簽訂建設及開拓一間共有的裝配廠的合約（意法半導體擁有過半數的60%），名为赛意法微电子有限公司，1996年開始於福田保稅區營運。
2008年意法半導體在深圳市龍崗区開設一間新的裝配廠，名为意法半导体制造（深圳）有限公司。2013年7月欧洲总公司宣布意法半导体制造（深圳）有限公司关闭，业务并入赛意法微电子有限公司。
意法半導體在深圳的硏發、設計、營業與銷售部位於南山區高新科技園。
- 英國布里斯托爾：約200名雇員

這個硏發地點是由英國公司Inmos設立，於1978年開始著手開發著名的Transputer微處理器，在1994年收購Inmos時同時取得，現時主要涉及設計家用視頻產品（機頂盒、DVD）全球定位系統與無線局域網晶片與隨同的軟體
- 意大利那不勒斯

計有300人的設計中心
- 瑞士日內瓦

是負責大部份意法半導體最高管理的地點，總計約有百多名雇員
- 法國聖艾提耶尼，鄰近日內瓦：擁有數名雇員

後勤總部
- 巴黎蒙湖季

銷售與支援
- 加州聖荷西（美國矽谷）：120名員工

銷售、設計與應用中心
- 美國賓夕法尼亞州蘭開斯特

設計中心
- 捷克共和國布拉格：100至200名員工

應用、設計與支援
- 突尼西亞突尼斯：300名員工

支援、應用、設計與支援
- 索菲亞·安提波利斯，鄰近法國尼斯：雇有數百名員工

設計中心
- 英國愛丁堡

設計中心
- 中國上海
- 中國北京
- 新加坡

營業部
- 德國Grasbrunn

設計與應用中心
- 土耳其伊期坦堡

營業部、設計與應用中心
- 美國拉荷亞

營業部
- 美國麻薩諸塞州列克星頓

營業部
- 英國白金漢郡馬洛

營業部
- 日本東京
- 日本大阪
- 日本名古屋

銷售與支援
- 加拿大渥太華

1993年SGS-Thomson收購擁有一個硏發中心與加工廠的北電網絡半導體機構。加工廠於2000年關閉，但硏發中心、後端支援與銷售仍在該地點營運
- 意大利西西里島巴勒摩

設計中心
- 英國伯克郡雷丁
- 美國紹姆堡
- 美國威尔逊维尔
- 比利時扎芬特姆

### 已關閉廠房
- 法國雷恩營運的6寸加工廠於2004年關閉
- 加州伯納多牧場一個由北電網絡設立的4寸加工廠於1994年被SGS-Thomson收購，後來於1996年轉變為6寸加工廠
- 2013年7月欧洲总公司宣布意法半导体制造（深圳）有限公司关闭，业务并入赛意法微电子有限公司。

### 未來地點
- 意法半導體與韓國公司Hynix開設合資公司ST/Hynix（意法半導體擁有33%）建設專於NAND快閃記憶體的晶圓加工廠，應於2006年年尾開始運作
- 意法半導體正與中國代工公司華虹NEC電子有限公司（位於上海）搓商於中國興建12寸加工廠，這家公司已是和日本公司日本電氣合作的成果